# Audrey Bitoni
 (juin 2023).
Si vous disposez d'ouvrages ou d'articles de référence ou si vous connaissez des sites web de qualité traitant du thème abordé ici, merci de compléter l'article en donnant les références utiles à sa vérifiabilité et en les liant à la section « Notes et références ».
Audrey Bitoni est une actrice de films pornographiques américaine née le 16 août 1986 à Pasadena, en Californie (États-Unis).

## Biographie
Audrey Bitoni est issue d'une famille aux origines italiennes, espagnoles et germaniques. Elle grandit à Chicago.
En 2004, alors qu'elle est seulement âgée de 18 ans et qu'elle n'est encore que lycéenne, elle est modèle de Playboy pour l'une des éditions spéciales du magazine. L'expérience lui plaît tellement qu'elle décide de s'orienter vers cette voie.
Elle fait des études de journalisme à l'Université d'Arizona.
À partir de 2006, une fois diplômée, elle commence à travailler comme modèle.
Elle vit actuellement à Valle de San Fernando, près de sa ville natale.

## Carrière
En 2006, elle débute dans les films X essentiellement "lesbienne ou Facial".
Audrey Bitoni a fait la couverture du numéro de novembre 2008 du magazine Penthouse et fut la Penthouse Pet du mois. Elle est apparue dans plus de 200 films.

## Distinctions
- 2008 : Nomination à l'AVN Award de la meilleure révélation.
- 2008 : Nomination au NightMoves Award de la meilleure révélation.
- 2008 : JuliLand.com JGrrl de l'année[2].
- 2009 : Nomination à l'AVN Award du meilleur film lesbien pour No Man's Land 43 avec Mikayla Mendez & Victoria Sin.
- 2009 : Nomination à l'AVN Meilleure nouvelle starlette 2009[3].
- 2011 : JuliLand.com JGrrl de l'année[2]

## Filmographie sélective
- Tonight's Girlfriend, volume 72 (2019)[4]
- Best Friends 13 (2013)
- Big Tits at Work 15 (2012)
- Popular Demand (2011)
- Sexual Obsession (2011)
- No Man's Land: Girls in Love 5 (2010)
- A Shot to the Mouth (2009)
- Big Wet Tits 8 (2009)
- Fucked on Sight 6 (2009)
- Naughty Office 15 (2009)
- Sideline Sluts: Cheerleader Confessions (2009)
- Sweet Cheeks 11 (2009)
- Tits to Die For (2009)
- Tunnel Butts 2 (2009)
- Addicted 5 (2008)
- Pornstars Like It Big 2 (2008)
- Big Tits at School 2 (2008)
- Girls Playing with Girls (2008)
- Taboo 23 (2007)
- Girls Will Be Girls 2 (2007)
- Girlvana 3 (2007)
- Neighbor Affair 5 (2007)
- No Man's Land 43 (2007)
- No Man's Land Girlbang (2007)
- No Man's Land: Girls in Love 1 (2007)
- Only in Your Dreams (2007)
- Playgirl: Heavenly Heat (2007)
- Sophia Santi's Juice (2007)
- Taboo 23 (2007)
- The 4 Finger Club 24 (2007)
- Women of Color 12 (2007)
- Chicks & Salsa 4 (2006)
- Juice (2006)
- My Sister's Hot Friend 6 (2006)
- Naughty College School Girls 40 (2006)
- No Man's Land: Interracial Edition 9 (2006)